# Nebelberg
Nebelberg ist eine Gemeinde in Oberösterreich im Bezirk Rohrbach im oberen Mühlviertel mit 642 Einwohnern (Stand 1. Jänner 2024). Der zuständige Gerichtsbezirk ist Rohrbach in Oberösterreich.

## Geografie
Nebelberg liegt auf 695 m ü. A. im Oberen Mühlviertel bzw. im naturkundlichen Landschaftsraum des Südlichen Böhmerwaldausläufers. Die Ausdehnung beträgt von Nord nach Süd 3,9 km, von West nach Ost 4,8 km, die Gesamtfläche umfasst 9,2 km², womit die Gemeinde die viertkleinste des Bezirkes ist. 2001 war das Gemeindegebiet zu 72,8 % von landwirtschaftlicher Nutzfläche bedeckt, 22,8 % waren bewaldet. Gärten, Gewässer, Bauflächen und sonstige Flächen machten lediglich rund 4 % der Gemeindefläche aus.
Nachbargemeinden sind Julbach im Norden, Peilstein im Mühlviertel im Osten und Kollerschlag im Süden. Im Westen verläuft die Staatsgrenze zu Deutschland, wobei Nebelberg an den Landkreis Passau grenzt.

### Geologie und Böden
Die Landschaft des Gemeindegebietes ist ein Teil der Böhmischen Masse die auf ein sehr altes Gebirge zurückgeht, dass durch die Variszische Gebirgsbildung im Paläozoikum (Karbon) entstand. Nach der starken Erodierung des ehemaligen Hochgebirges kam es während der Alpidischen Gebirgsbildung im Tertiär zur Aufhebung des kristallinen Grundgebirges um mehrere Hundert Meter, wodurch Brüchen und Störungen entstanden. In weiterer Folge kam es im Tertiär und Quartär zur Ablagerung von Sedimenten. Das Gemeindegebiet ist durch flache, nur zum Böhmerwald-Hauptkamm hin ausgeprägteren Mittelgebirgsformen geprägt. Als dominate Gesteine finden sich im Gemeindegebiet ältere grobkörnige Granite vom Typus Weinsberger Granit und jüngeren Granite vom Typus Mauthausen. Weinsberger Granit gehört zu den ersten während der Gebirgsfaltung erstarrten Magmaserien, weist eine typische Grobkörnigkeit auf und bedingt einen unruhigen Landschaftscharakter mit raschem Wechsel von Kuppen und Senken.
Als Bodentyp findet sich im Gemeindegebiet silikatische Braunerde, die sich auf den Graniten und Gneisen der Böhmischen Masse ausbildet hat. Die Böden sind leicht bis sehr leicht, wobei die Qualität der Böden von der Tiefgründigkeit und der Wasserversorgung abhängig ist. Die unterschiedliche Körnung der Ausgangsgesteine entscheidet zudem über Wasserzügigkeit oder Trockenheit des Standortes. Die Böden sind generell
nährstoffarm und bestehen aus lehmigem Sand bzw. sandigem Lehm. Die Humusform der trockenen Standorte ist Moder, bei normalen Verhältnissen besteht Mull. Zudem findet sich im Talbereich entlang der Großen Mühl Gley, der auch im Bereich von Quellvernässungen, Gräben, Mulden und am Hangfuß vorkommt. Weiters besteht entlang der Steinernen Mühl, des Leitenmühlbaches und des Lanitzbaches Podsol.

### Landschaft und Vegetation
Das Gemeindegebiet lässt sich grob in zwei Teilbereiche gliedern. Im Norden befindet sich walddominiertes Bergland, im übrigen Gemeindegebiet Agrarlandschaft mit siedlungsnaher Reststruktur. Das walddominierte Bergland ist überwiegend von großflächigem Nadelwald bedeckt, zudem besteht ein kleiner Laubwaldbestand. Hinzu kommt überwiegend intensiv genütztes Grünland. Als Strukturelemente haben sich lediglich lokale Ufergehölze entlang des Grenzbachs erhalten, der die westliche Gemeindegrenze bildet und offen als strukturloses Gerinne verläuft. Zudem bestehen zwei kleine strukturlose Fischteiche am Waldrand. Das übrige Gemeindegebiet wird von Agrarlandschaft dominiert, wobei nur Mittel- bis kleinflächige Waldgebiete bestehen, die mit Nadel- und Mischwald bestockt sind. Zudem besteht eine Vielzahl kleinerer Laubholzwälder sowie kleine und größere Aufforstungsflächen.
Große Flächen werden intensiv zur landwirtschaftlichen Nutzung verwendet, vorwiegend besteht Dauergrünland mit erhaltenen landschaftstypischen Streifenfluren. Als Strukturelemente besteht eine Vielzahl an schmalen aber großteils artenarmen Hecken sowie vereinzelt Obstbaumwiesen an Siedlungsrändern. Extensives naturschutzfachlich bedeutendes Grünland ist auf kleine Restflächen begrenzt.

### Gemeindegliederung
| Ortsteil           | 2001 | 2011 |
| ------------------ | ---- | ---- |
| Heinrichsberg      | 174  | 182  |
| Nebelberg          | 184  | 153  |
| Stift am Grenzbach | 137  | 164  |
| Vordernebelberg    | 146  | 120  |

Die Gemeinde Nebelberg ist deckungsgleich mit der Katastralgemeinde Nebelberg, wobei sich die Gemeinde in vier Ortsteile gliedert. Der Hauptort der Gemeinde ist das Dorf Nebelberg (695 m ü. A.). Es liegt im Süden des Gemeindegebietes an der Nebelberger Bezirksstraße (L 1553). Zu Nebelberg werden neben dem eigentlichen Dorf auch das Wochenendhaus Nebelbergermühle, das Einzelhaus Pfeilmühle und Hausteiner und die Rotte Spielberg im Südwesten gezählt. Der Ortsteil wies 2001 44 Gebäude, zwei Arbeitsstätten und 20 land- und forstwirtschaftliche Betriebe auf.
Südöstlich von Nebelberg bzw. im Südosten des Gemeindegebietes befindet sich das Dorf Vordernebelberg (720 m ü. A.). Zu Vordernebelberg werden auch die Einöden Höllhäusl und Schopper gezählt, wobei Höllhäusl zwischen Vordernebelberg und Nebelberg und Schopper nördlich von Vordernebelberg liegt. Vordernebelberg umfasste 2001 36 Gebäude, zwei Arbeitsstätten und 17 land- und forstwirtschaftliche Betriebe. Im Zentrum des Gemeindegebietes bzw. nordwestlich von Nebelberg befindet sich die Streusiedlung „Stift am Grenzbach“ (670 m ü. A.) mit dem Gasthaus Jagawirt und der Jagdhütte List und dem Einzelhof Schmidl. Die Streusiedlung wies 2001 46 Gebäude, zwei Arbeitsstätten und 18 land- und forstwirtschaftliche Betriebe. Nördlichster Ortsteil ist die Streusiedlung Heinrichsberg (681 m ü. A.), die 2001 44 Gebäude, eine Arbeitsstätte und 25 land- und forstwirtschaftliche Betriebe aufwies.
Das Gemeindegebiet umfasst folgende Ortschaften (in Klammern Einwohnerzahl Stand 1. Jänner 2024):
- Heinrichsberg (192)
- Nebelberg (145)
- Stift am Grenzbach (197)
- Vordernebelberg (108)

### Nachbargemeinden
|           | Julbach                                     |                          |
| Wegscheid | Kompassrose, die auf Nachbargemeinden zeigt | Peilstein im Mühlviertel |
|           | Kollerschlag                                |                          |

## Geschichte
Ursprünglich im Ostteil des Herzogtums Bayern liegend, gehörte der Ort seit dem 12. Jahrhundert zum Herzogtum Österreich. Seit 1490 wird er dem Fürstentum Österreich ob der Enns zugerechnet.

„Ich Otto der Piber vergich und tue kund allen den, die nun sint gegenbürtig und hernach chünftig sind und disen brief sehent oder lesen hörent, das...“

Mit diesen Worten im Vertrag vom 11. November 1296, verkaufte Otto der Piber dem Bischof Bernhart von Passau, beziehungsweise dem Kloster Engelszell sein Dorf zu „Eppenberg“ mit allem Zugehör. Der Name Eppenberg (= Nebelberg) entstammt vom Gründer der Ortschaft Nebelberg – Graf Eppo (= verkürzte Form für Eberhard) von Formbach. Dieses Adelsgeschlecht der Formbacher hatte im heutigen Österreich große Besitzungen und dürfte auch die ersten „Siedlungen“ in unserer Gegend angelegt haben.
Seitens der Gemeinde Nebelberg wurde man auf die geschichtliche Begebenheit im Zuge der Ausstellung zur Amtshauseröffnung aufmerksam. Bei dieser Ausstellung wurde eine Kurzchronik der Gemeinde Nebelberg präsentiert. Durch diese Nachforschungen stieß man auf das historische Ortslexikon des Konrad Schiffmann.
Dieser hat in mühevoller Kleinarbeit dieses Verzeichnis angelegt, wobei darin auf die Urkunde vom 11. November 1296 verwiesen wird.
Durch das heutige Gemeindegebiet von Nebelberg führte schon in früher Zeit ein Handelsweg (Schiffl, Schopper) von der Donau zur Moldau (Fund aus der Steinzeit bei Vorderschiffl). Die Rodung und Besiedlung erfolgte durch die hochfreien Falkensteiner im 13. und 14. Jahrhundert. Nach 1300 kam das Gebiet an das passauische Landgericht Velden (= Neufelden).
Urkundlich wird Nebelberg erstmals 1296 genannt. 1467 wird erstmals vom vorderen Epelberg und vom hinteren Epelberg geschrieben. Weitere schriftliche Erwähnungen: 1537 Empmperg – Urbar zu Falkenstein, f. 50 und 53; 1581 Eppenberg – Urbar zu Rannariedl; 1787 Eberberg – Schutzkarte.
Beim Bauernaufstand 1595 bis 1597 wurden bei Nebelberg Soldaten des Landrichters erschlagen. Im Spanischen Erbfolgekrieg 1701 bis 1704 wurden an der Grenze Schanzen aufgeworfen. An die Franzosendurchzüge erinnert die Donabauerkapelle.
Nebelberg leitet seinen Namen vom Gründer der beiden Ortschaften Vorder- und Hinternebelberg, dem Grafen Eppo (Eberhard von Windberg) Formbach in Niederbayern ab. Eppo hatte im Oberen Mühlviertel große Besitzungen. Er starb im Jahre 1110 kinderlos in St. Florian. Es kann daher angenommen werden, dass Oepping und Teile der Ortschaften Vorder- und Hinternebelberg schon vor 1100 entstanden. In den Pfarrmatriken von Peilstein, die ab 1612 vorhanden sind, schrieb man die Ortsnamen noch annähernd richtig und es heißt da „in den vorderen oder in den hinteren Öppl- oder Epplberg“. Der Unverstand und die Gleichgültigkeit früherer Kanzleimenschen machte dann aus dem Epplberg einen Nebelberg.
Die Streusiedlung Heinrichsberg leitet ihren Namen von den Hörleinsbergern, die um 1370 zum ersten Mal im oberen Mühlviertel genannt wurden, ab. Sie stammten vom Herleinsbergerhof in der Pfarre Rohrbach. Von 1421 bis 1503 besaßen sie pfandweise Tannberg und Peilstein. Bei Gründung der Pfarre Kollerschlag im Jahre 1786 wurde ein Teil von Heinrichsberg – wozu früher alle Häuser von Stift am Grenzbach rechts vom Stiftholz gehört haben – der Ortschaft Stift am Grenzbach einverleibt, sodass die beiden Ortschaften gleich viele Häuser hatten.
Die Gemeinde Nebelberg wurde, wie auch alle Nachbargemeinden nach der Bauernbefreiung im Jahre 1848 gegründet.
Seit 1918 gehört der Ort zum Bundesland Oberösterreich. Nach dem Anschluss Österreichs an das Deutsche Reich am 13. März 1938 gehörte der Ort zum Gau Oberdonau.
Die aus Vordernebelberg gebürtige Theresia Lauß (* 1893) kam 1945 bei einem Endphaseverbrechen ums Leben. Am 2. Mai 1945 erschossen zwei Volkssturmmänner in Reichersberg den Augustiner-Chorherren Rupert Haginger (* 1898) aus Mehrnbach und die als Stiftswirtschafterin angestellte Theresia Lauß (* 1893). Am Haus der Schwestern Lauß (Reichersberg Nr. 100, unweit des Stiftes) wehte eine weiße Fahne. Die Volkssturmmänner beriefen sich bei der Tat auf die Devise von Gauleiter Eigruber: „Wer feige kapituliert, wird standrechtlich erschossen.“

## Bevölkerung
2013 lebten in der Gemeinde Nebelberg 632 Menschen, womit Nebelberg die zehntkleinste der 42 Gemeinden des Bezirks war. Mit einer Bevölkerungsdichte von 69 Ew./km² lag Nebelberg 2013 hingegen im oberen Mittelfeld im Bezirk Rohrbach. Ende 2001 waren 97,2 % der Bevölkerung österreichische Staatsbürger (Oberösterreich 92,8 %, Bezirk Rohrbach 96,9 %), bis zum Jahresbeginn 2013 veränderte sich der Wert mit 97,9 % (Oberösterreich 91,1 %, Bezirk Rohrbach 96,9 %) kaum.
Insgesamt wurden 2013 in der Gemeinde nur 13 Ausländer gezählt, die zu 100 % aus den EU-14-Ländern stammten. Auch jene 55 Personen, die nicht in Österreich geboren waren, hatten ihr Geburtsland in einem der EU-Länder. Zur römisch-katholischen Kirche bekannten sich 2001 97,3 % der Einwohner (Oberösterreich: 79,4 %), 0,9 % waren ohne Bekenntnis, 0,5 % evangelisch.
Der Altersdurchschnitt der Gemeindebevölkerung lag 2001 etwas unter dem Landesdurchschnitt. 20,7 % der Einwohner von Lembach waren jünger als 15 Jahre (Oberösterreich: 18,8 %), 62,9 % zwischen 15 und 59 Jahre alt (Oberösterreich: 61,6 %).
Der Anteil der Einwohner über 59 Jahre lag mit 16,4 % deutlich unter dem Landesdurchschnitt von 20,2 %. Der Altersdurchschnitt der Bevölkerung von Nebelberg veränderte sich in der Folge in allen Segmenten. Der Anteil der unter 15-jährigen sank per 1. Jänner 2013 auf 16,9 %, während sich der Anteil der Menschen zwischen 15 und 59 Jahren auf 72,0 % deutlich erhöhte. Der Anteil der über 59-jährigen sank hingegen auf 11,1 %. Nach dem Familienstand waren 2001 52,3 % der Einwohner von Nebelberg ledig, 42,3 % verheiratet, 4,8 % verwitwet und 0,6 % geschieden.

### Bevölkerungsentwicklung
Die Gemeinde Nebelberg verzeichnet zwischen dem späten 19. Jahrhundert und der Mitte des 20. Jahrhunderts einen kontinuierlichen Bevölkerungsverlust. Lediglich in der zweiten Hälfte des 20. Jahrhunderts kam es zeitweise zu einem Bevölkerungswachstum. Zunächst begann die Einwohnerzahl in den 1950er Jahren erstmals zu steigen, jedoch begann die Einwohnerzahl danach zu stagnieren bzw. nur mehr leicht zu wachsen. Seit 1960 bewegt sich die Einwohnerzahl daher zwischen einem sehr engen Band von rund 610 und 640 Einwohnern. Seit Jahrzehnten spielt sich die Bevölkerungsentwicklung der Gemeinde im Spannungsfeld zwischen einer negativen Wanderungsbilanz bzw. Abwanderung und einer positiven Geburtenbilanz bzw. einem Geburtenüberschuss ab.

## Wirtschaft und Infrastruktur

### Land- und Forstwirtschaft
Die Statistik wies für die Gemeinde Nebelberg 2010 48 land- und forstwirtschaftliche Betriebe aus. Darunter befanden sich 17 Haupterwerbsbetriebe, 25 Nebenerwerbsbetriebe und sechs Personengemeinschaften. Die Gesamtbetriebszahl war gegenüber 1999 stark um 14 Betriebe bzw. 23 % gesunken, wobei insbesondere die Anzahl der Haupterwerbsbetriebe stark rückläufig war. Gemeinsam bewirtschafteten die Betriebe 2010 insgesamt 864 Hektar Fläche, wobei 64 % der Fläche von Vollerwerbsbauern, 28 % von Nebenerwerbslandwirten bewirtschaftet wurden. Die Durchschnittsfläche der Vollerwerbsbauern lag dabei mit 33 Hektar bei rund der Hälfte des oberösterreichischen Durchschnitts.

### Verkehr

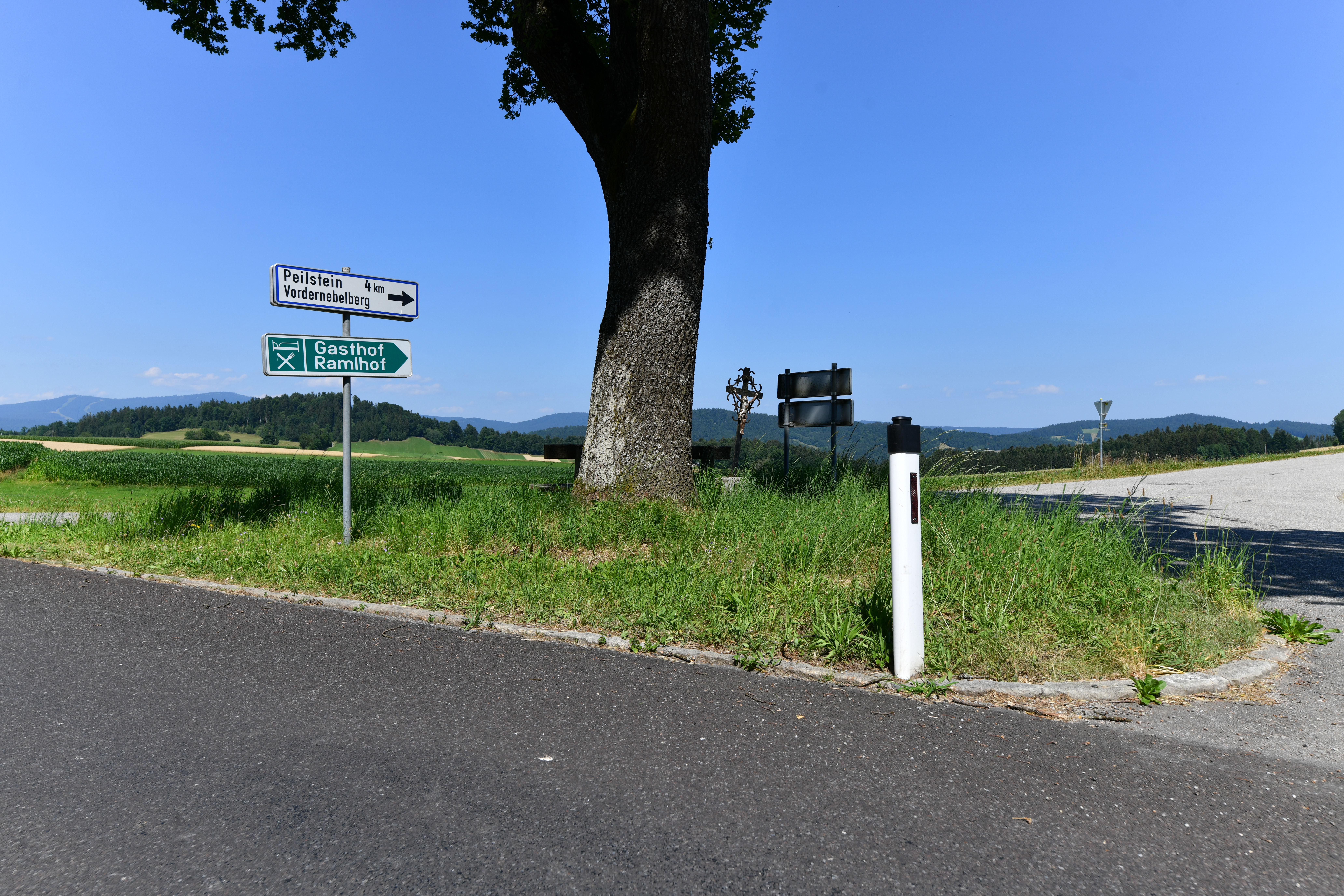
Wegweiser an der L 1553 in Nebelberg

In der Gemeinde besteht keine höherrangige Straße. Für den Anschluss an die Nachbargemeinden sorgt die Nebelberger Bezirksstraße L 1553, die Nebelberg im Süden mit Kollerschlag und im Norden mit Julbach verbindet. Nach Peilstein im Mühlviertel führt lediglich eine Gemeindestraße, jedoch besteht in dieser Nachbargemeinde ein Anschluss an die Böhmerwald Straße B 38, die im Südosten der Gemeinde knapp an der Gemeindegrenze vorbeiführt. An öffentliche Verkehrsmittel ist Nebelberg mittels Buslinien angeschlossen, die die Gemeinde Nebelberg sehr gut bedienen.

### Bildung
Die Gemeinde Nebelberg verfügt mit der Volksschule Heinrichsberg über eine Schule. In der Schulchronik der Volksschule ist für die Zeit zwischen 1804 und 1842 zunächst eine Art Nebenschule in Stift am Grenzbach überliefert, wobei der Unterricht in Privathäusern abgehalten wurde. 1842 wurde der Gemeinde erlaubt, eine förmliche öffentliche Volksschule zu errichten, woraufhin das heutige Schulhaus errichtet wurde. Das Gebäude wurde zwischen 1950 und 1952 generalsaniert und mit dem ersten WC in der Gemeinde Nebelberg ausgestattet. 1974/75 wurde die Volksschule nochmals generalsaniert und umgebaut, 1995 folgte die Eröffnung des neuerrichteten Turnsaals.

## Politik

### Gemeinderat

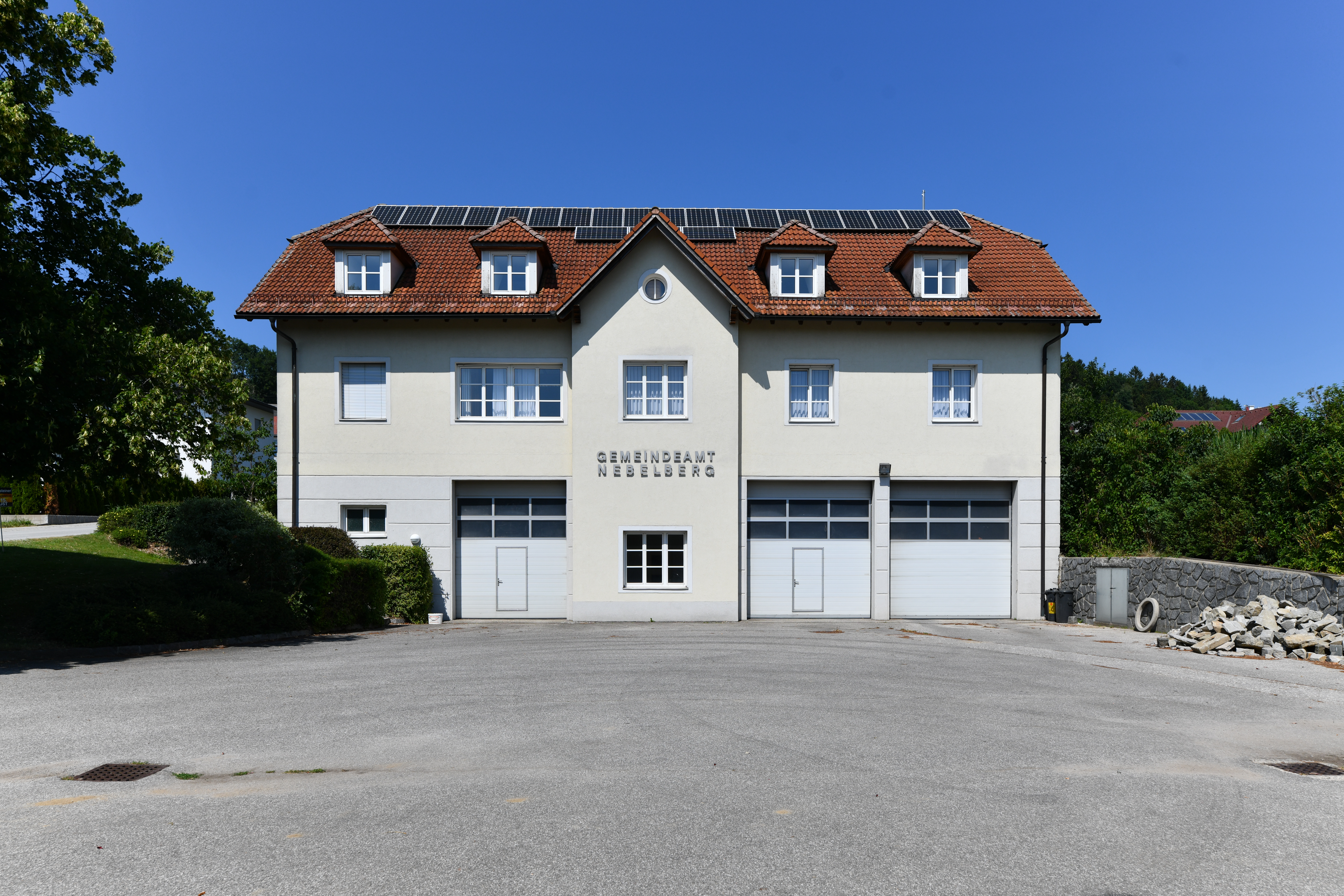
Gemeindeamt von Nebelberg

Der Gemeinderat als oberstes Gremium der Gemeinde umfasst 13 Sitze und wird alle sechs Jahre im Zuge oberösterreichweiter Gemeinderatswahlen gewählt.
Stärkste Fraktion im Gemeinderat von Nebelberg ist seit jeher die ÖVP, die 1973 noch als einzige Fraktion kandidierte und damit 100 % erzielte. Ab 1979 kandidierte neben der ÖVP auch die SPÖ und die Freiheitliche Partei Österreichs (FPÖ), dennoch konnte die ÖVP bei den folgenden Wahlen zwischen 72,3 und 79,6 % erreichen. Die SPÖ lag in dieser Periode mit 12,5 bis 20,6 % immer auf dem zweiten Platz, die FPÖ erreichte 6,9 bis 8,8 %. Seit 2003 trat die FPÖ nicht mehr bei der Wahl an. In der Folge konnte die SPÖ deutlich an Stimmenanteilen gewinnen. 2003 kam die ÖVP auf 65,5 %, die SPÖ auf 34,5 %. Bei der letzten Gemeinderatswahl 2009 kam die ÖVP auf 66,5 % bzw. neun Mandate. Die SPÖ erzielte 33,5 % und vier Mandate und damit ihr bisher zweitbestes Ergebnis.
Die Wahl 2021 brachte folgendes Ergebnis:
- ÖVP: 7 Mandate
- SPÖ: 6 Mandate[15]

### Bürgermeister
Der Bürgermeister wird seit 1997 in einer Direktwahl bestimmt, wobei es bei keiner absoluten Mehrheit für einen Kandidaten zu einer Stichwahl kommt. Josef Märzinger (ÖVP) wurde 1997 als erster Bürgermeister von den Gemeindebürgern mit 81,2 % direkt gewählt, 2001 löste ihn Otto Pfeil ab, der 2003 bei der Bürgermeisterdirektwahl ohne Gegenkandidaten bestätigt wurde. 2009 erhielt er 70,4 %, sein SPÖ-Gegenkandidat 29,6 %.
Bei der Wahl 2015 wurde Markus Steininger (SPÖ) zum Bürgermeister gewählt, 2021 wurde er wiedergewählt. Vizebürgermeister ist seit 2021 Alexander Egger, der von der ÖVP gestellt wird.
Bürgermeister seit 1850:
- 1850–1855 Mathias Hein
- 1855–1861 Leopold Jell
- 1861–1864 Johann Rothbauer
- 1864–1870 Johann Lauß
- 1870–1873 Stefan Laus
- 1873–1879 Josef Merzinger
- 1879–1885 Johann Neundlinger
- 1885–1894 Josef Märzinger
- 1894–1897 Johann Neundlinger
- 1897–1903 Mathias Nösslböck
- 1903–1906 Johann Neundlinger
- 1906–1909 Josef Rothbauer
- 1909–1919 Josef Märzinger
- 1919–1924 Mathias Nösslböck
- 1924–1929 Josef Leitner
- 1929–1932 Josef Märzinger
- 1932–1935 Josef Pfeil
- 1935–1938 Franz Lauß
- 1938–1942 Franz Pühringer
- 1942–1945 Karl Winkler
- 1945–1946 Josef Märzinger
- 1946–1955 Franz Lauß
- 1955–1973 Johann Pfeil
- 1979–1997 Josef Märzinger (ÖVP)
- 2001–2015 Otto Pfeil (ÖVP)
- seit 2015 Markus Steininger (SPÖ)

### Wappen
Offizielle Beschreibung des Gemeindewappens (Blasonierung):

„Über einem von Grün und Gold im Bogenschnitt sechsmal gespaltenen Dreiberg in Silber ein aus dem linken Schildrand wachsender, schwarz bekleideter Rechtsarm mit einem roten, schräggestellten 'Hauptmannstab' (Hapstecken).“

Die Gemeindefarben sind Gelb-Grün-Gelb.
Die Verleihung des Gemeindewappens und Genehmigung der vom Gemeinderat am 20. März 1992 festgesetzten Gemeindefarben erfolgte durch Beschluss der oberösterreichischen Landesregierung vom 20. Juli 1992.
Bei dem Wappenmotiv handelt es sich um einen gedrechselten Holzstab, mit dem auch heute noch wichtige Gemeindenachrichten bzw. Einladungen in den Ortschaften Heinrichsberg und Stift am Grenzbach von Haus zu Haus weitergegeben werden. Der Papierzettel mit der Botschaft wird mit zwei Nägeln am dickeren Ende des „Hapstecken“ befestigt und wirkt wie eine kleine Fahne. – Das Gemeindegebiet liegt am flachen Südhang des Schifflerberges, der bei Nebelberg mit dem Eppoberg (752 m ü. A.) die höchste Erhebung erreicht. Die in Grün und Gold gehaltenen Bogenschnittfelder im Dreiberg sollen die im Gemeindegebiet vorkommende, landschaftstypische Streifenflurform ausdrücken; Hof- und Hausackerfluren sind für das stark hügelige Gebiet in den nördlichen Teilen des Mühlviertels charakteristisch. – Entwurf des Wappens: Herbert Erich Baumert, Linz.